# محمد بکر
محمد بکر (زادهٔ ۲۵ ژوئن ۱۹۴۵ – درگذشته ۸ نوامبر ۲۰۲۰) بازیکن فوتبال اهل مالزی بود.
این بازیکن به‌همراه تیم ملی فوتبال مالزی در بازی‌های المپیک تابستانی ۱۹۷۲ شرکت کرده‌است.